# Ještědsko-kozákovský hřbet
Koordinaten: 50° 44′ N, 15° 0′ O

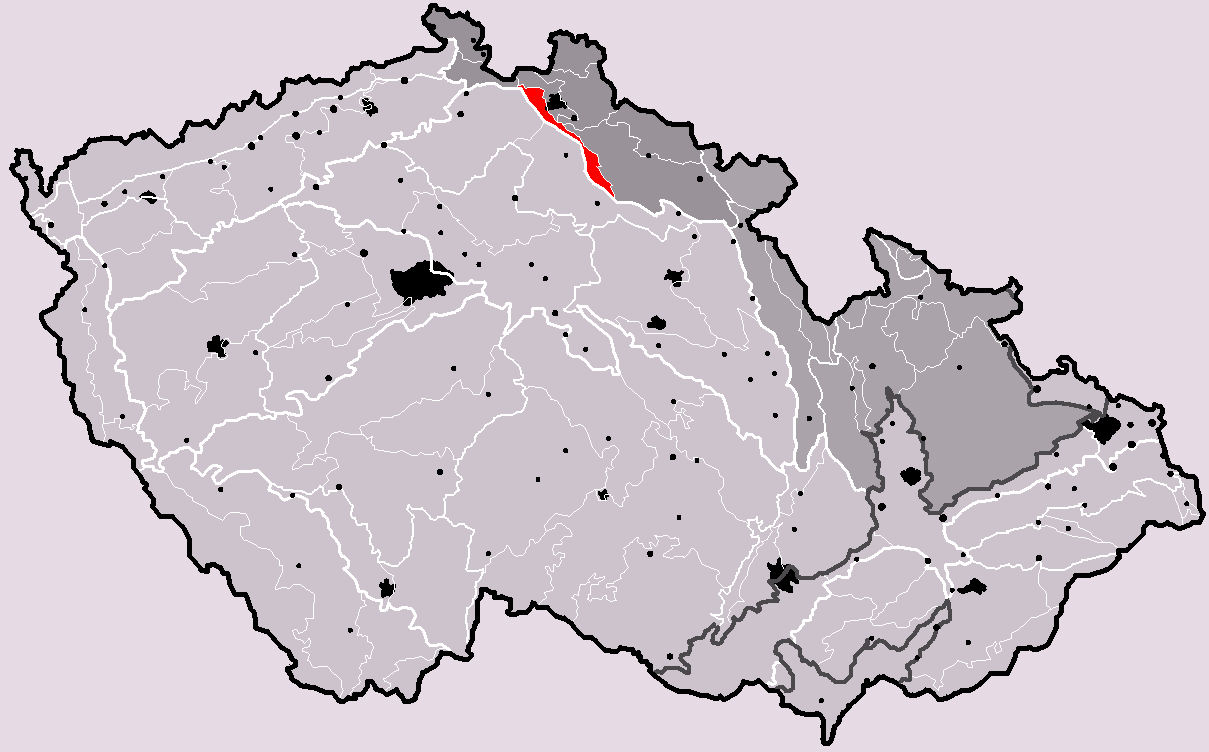
Der Jeschken-Kosakow-Kamm innerhalb der Geomorphologischen Einteilung Tschechiens

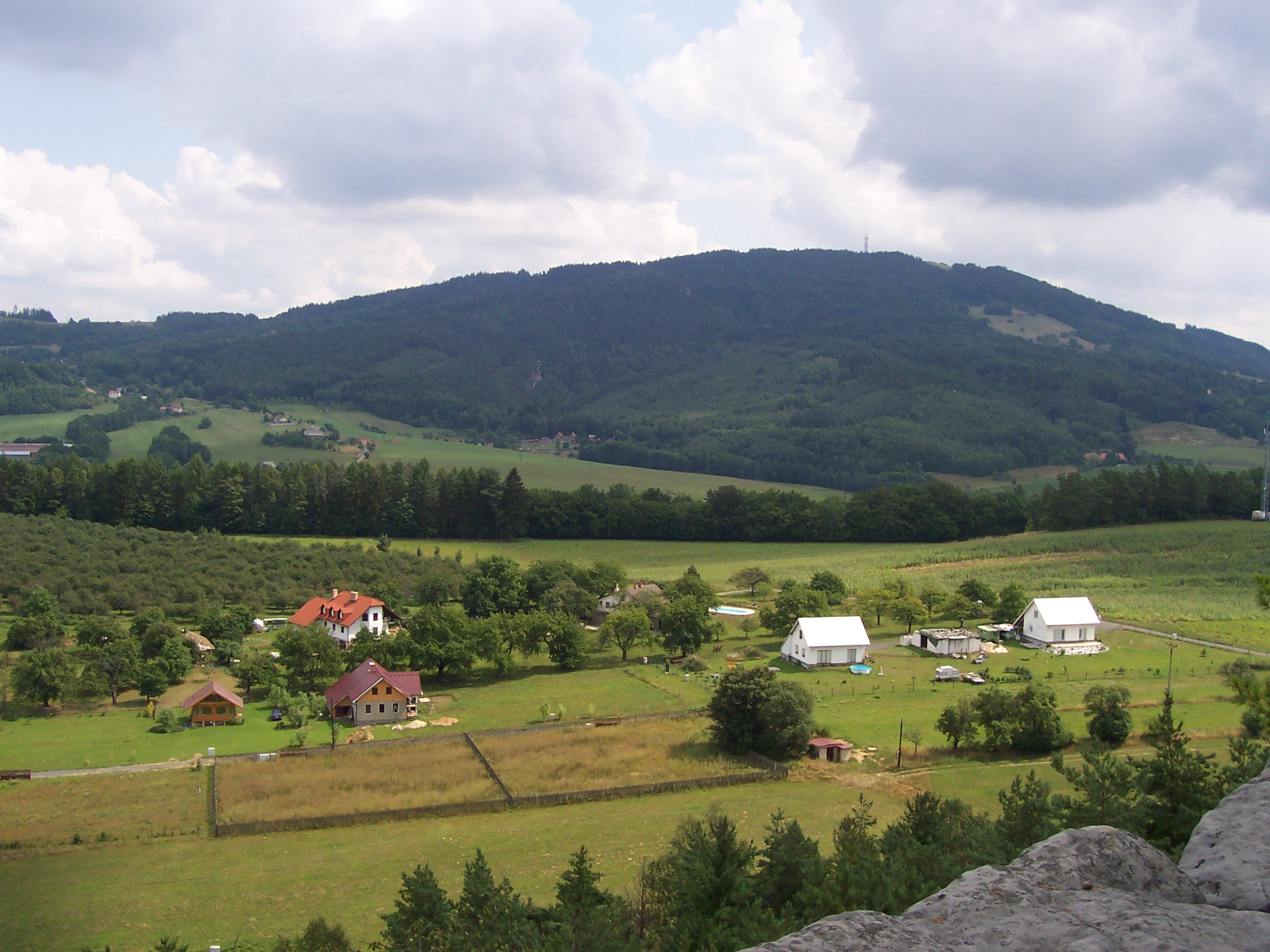
Kozákov

Der Ještědsko-kozákovský hřbet (deutsch etwa Jeschken-Kosakow-Kamm) ist eine geomorphologische Einheit im Norden der Tschechischen Republik und Teil der Sudeten.
Der Ještědsko-kozákovský hřbet besteht im Wesentlichen aus zwei – durch das Tal der Jizera (Iser) getrennten – Teilen:
- Ještědský hřbet (Jeschkengebirge) und
- Kozákovský hřbet (etwa Kosakow-Kamm).

Beide Untereinheiten werden jeweils nach den dominierenden Gipfeln, dem Ještěd (Jeschken, 1012 m) bzw. dem Kozákov (Kosakow, 744 m) benannt.